# Glacier Harvard
Pour les articles homonymes, voir Harvard (homonymie).
Le glacier Harvard est un glacier d'Alaska aux États-Unis situé dans la région de recensement de Valdez-Cordova et dans le borough de Matanuska-Susitna. Son front glaciaire a une largeur de 2 km quand il atteint le fjord College, dans la baie du Prince-William où il se jette. C'est le second glacier en taille de la région, après le glacier Columbia. Il occupe une superficie de 485 km2 dans la forêt nationale de Chugach, avec une épaisseur de 90 m.